# Aulo Semprônio Atratino (tribuno consular em 444 a.C.)
Aulo Semprônio Atratino (em latim: Aulus Sempronius Atratinus) foi um político da gente Semprônia nos primeiros anos da República Romana eleito tribuno consular em 444 a.C. com Tito Clélio Sículo e Lúcio Atílio Lusco.

## História
Depois de três meses, Aulo e seus colegas tiveram que renunciar pois os áugures decretaram que a nomeação dos três havia sido irregular pois Caio Cúrsio Filão, cônsul do ano anterior, que havia presidido as eleições, "não havia escolhido o local correto para a tenda augural".